# Riksmötet 2010/2011
Riksmötet 2010/11 var Sveriges riksdags verksamhetsår 2010–2011. Det pågick från riksmötets öppnande den 5 oktober 2010 till den 15 september 2011.

## Talmanspresidiet
| Talman             | Första vice talman         | Andra vice talman | Tredje vice talman    |
|                    | Ingen fri bild tillgänglig |                   |                       |
| Per Westerberg (M) | Susanne Eberstein (S)      | Ulf Holm (MP)     | Liselott Hagberg (FP) |
| ------------------ | -------------------------- | ----------------- | --------------------- |

## Händelser och beslut i urval
- 19 september: Val till riksdagen.

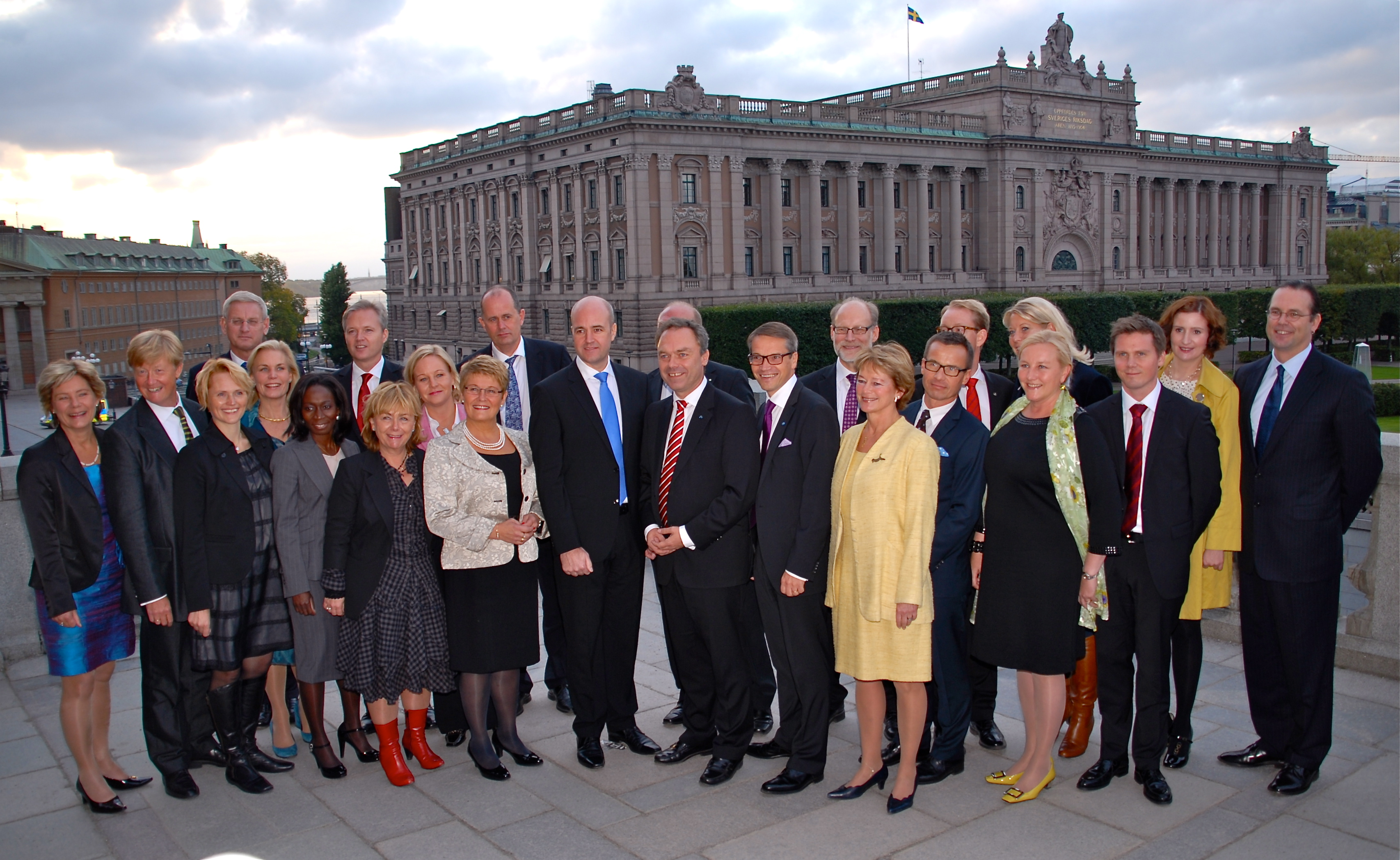
Regeringen Reinfeldt vid regeringsförklaringen 5 oktober 2010.

- 27 september: Miljöpartiets språkrör meddelar att samarbete med den borgerliga regeringen i asyl- och invandringspolitiken kan aktualiseras för att isolera Sverigedemokraternas makt i dessa områden.
- 4 oktober: Riksdagen valde talmän.
- 5 oktober: Fredrik Reinfeldt presenterar i sin regeringsförklaring mindre förändringar i statsrådens sammansättning.
- 14 november: Socialdemokraternas partiledare Mona Sahlin tillkännager sin avgång som ledare för partiet.
- 24 november: Riksdagen beslutar om en av de största ändringarna av den svenska grundlagen sedan 1974. 
  - Ordinarie val till riksdag, kommun och landsting ska hållas på den andra söndagen i september, inte den tredje.
  - Spärren för personröster i riksdagsval sänks från 8 till 5 procent.
  - Frågan om vem som är statsminister ska prövas av riksdagen efter varje val oavsett utgång.
- 2 december: Riksdagen beslutar att avskaffa filmcensuren.
- 25 mars: Vid en extrainsatt partikongress väljer Socialdemokraterna Håkan Juholt till ny partiledare efter Mona Sahlin.
- 21 maj: Åsa Romson och Gustav Fridolin väljs till nya språkrör för Miljöpartiet. De ersätter Maria Wetterstrand och Peter Eriksson.
- 17 juni: Centerpartiets partiledare Maud Olofsson tillkännager sin avgång som ledare för partiet.
- 1 juli: Den nya läroplanen träder i kraft och en ny betygsskala införs bland annat.

## Riksdagens sammansättning
- Socialdemokraterna, 112
- Moderaterna, 107
- Miljöpartiet, 25
- Folkpartiet, 24
- Centerpartiet, 23
- Sverigedemokraterna, 20
- Vänsterpartiet, 19
- Kristdemokraterna, 19
- Totalt: 349

## Partiledare
- S: Mona Sahlin, till 25 mars 2011
  - Från 25 mars 2011: Håkan Juholt
- M: Fredrik Reinfeldt
- MP: Maria Wetterstrand och Peter Eriksson (språkrör), till 21 maj 2011
  - Från 21 maj 2011: Gustav Fridolin och Åsa Romson (språkrör)
- FP: Jan Björklund
- C: Maud Olofsson
- SD: Jimmie Åkesson
- V: Lars Ohly
- KD: Göran Hägglund